# Морецкое сельское поселение
Море́цкое се́льское поселе́ние — муниципальное образование в Еланском районе Волгоградской области. Административный центр — село Морец.

## История
Морецкое сельское поселение образовано 24 декабря 2004 года в соответствии с Законом Волгоградской области № 980-ОД.

## Население
| 2010  | 2012  | 2013  | 2014  | 2015  | 2016  | 2017  |
| ----- | ----- | ----- | ----- | ----- | ----- | ----- |
| 1149  | ↘1129 | ↘1097 | ↘1091 | ↘1076 | ↘1040 | ↘1012 |
| 2018  | 2019  | 2020  | 2021  |       |       |       |
| ↘1007 | ↘972  | ↘952  | ↘917  |       |       |       |

## Состав сельского поселения
| № | Населённый пункт | Тип населённого пункта       | Население |
| - | ---------------- | ---------------------------- | --------- |
| 1 | Морец            | село, административный центр | ↘1097     |
| 2 | Новодобринка     | хутор                        | 107       |
| 3 | Хвощинка         | хутор                        | 258       |
| 4 | Щелоковка        | хутор                        | 132       |